# 糸崎公朗
糸崎 公朗（いとさき きみお、1965年4月9日 - ）は長野県長野市生まれ。日本の写真家／美術家。東京造形大学卒業。

## 受賞
- 1999　「フォトモによる非人称芸術の記録」／キリンコンテンポラリー・アワード優秀賞
- 2001　「昆虫ツギラマ　非ユークリッド科学写真」／2000年度コニカフォト・プレミオ年度賞大賞
- 2002　「フォトモ・建築コレクション」／第５回岡本太郎現代芸術賞入選
- 2003　「フォトモ」他一連の作家活動に対して／第19回東川賞　新人作家賞

## 著書
- 組み立てフォトモ : ペーパークラフト 森田信吾, 糸崎公朗 著 雄鷄社  1998
- フォトモ―路上写真の新展開　非ユークリッド写真連盟著 工作舎 1999年12月
- 出現!フォトモ : 街を切り取り組み立てる 糸崎公朗 フォトモ・文 Parcoエンタテインメント事業局  2002
- フォトモの街角 糸崎公朗 [著] アートン  2006
- 東京昆虫デジワイド 糸崎公朗 著 アートン  2007
- フォトモの物件 糸崎公朗 [著] アートン  2007
- Bonsai photo works : 糸崎公朗作品集 糸崎公朗 著,Senkichi コンピューター・エンジニア モデルノ  2012
- フォトモの世界 糸崎公朗 著 彩流社  2017